# Лабіовеляризація
Лабіовеляризація – це процес, що сполучає одночасно два інші: лабіалізацію та веляризацію. При вимові задня спинка язика наближається до мягкого піднебіння, причому воднораз губи округлюються.

## Зміна [л] на [ў]
Сьогочасній українській мові, як і білоруській, властивий нескладовий голосний [ў], котрий історично розвинувся в опрічних положеннях з давньоруського [л]. Заміна [л] на [ў] пов'язана також із занепадом і вокалізацією зредукованих [ь] і [ъ]. Прикметно, що це з'явище охопило тільки південно-західний ареал давньоруських говорів. Така зміна сталась тільки у двох випадках:
- У сполуках [ьl] та [ъl] межи приголосних, себто в tъlt: жовтий [жоўтий], довбати [доўбати] тощо.
- Замість суфіксального [л] у дієсловах минулого часу чоловічого роду: зробив [зробиў], [ходиў] тощо.

Зміна [л] на [ў] у дієсловах минулого часу чоловічого роду пов'язана із занепадом зредукованих: далъ → даў, зналъ → знаў.
Як звук [л] стояв усередині слова після голосівки, котра не походила зі зредукованого, чи перед приголосною, що йшла за ним, то цей звук на [ў] не змінився: сопілка, білка, голка тощо. Одначе нині в західних говорах української мови з'явище лабіовеляризації діється навіть у цих словах: сопівка [сопіўка], горівка [горіўка], говка [гоўка], ціпивно [ціпиўно] тощо. Причину такому з'явищу треба вбачати в дужій веляризації, що притаманна опрічним говорам.

## Зміна [в] і [у] на [ў]
Південно-західному ареалові давньоруських говорів властивий був білабіяльний [w], на відміну від північного наріччя, де був лабіодентальний [v]. Білабіальний [w] перед [ь] і [ъ] зберігав свою артикуляцію, як і перед будь-якою іншою голосівкою. Але занепад зредукованих спричинив поширення білабіального [w] в українській мові не тільки перед голосівкою, а й перед приголосною та в кінці слова. На початку слова злиття [в] ([w]) з наступним складом не здіялось, тому за таких умов [в] змінився на [ў]: вьсі → всі → ўсі → усі, вьдова → вдова → ўдова → удова, вьзяти → взяти → ўзяти → узяти тощо. Поява [у] на місці [в] на початку слова спричинило до появи зворотнього процесу — переходу [у] в [ў]: учити → ўчити, умерти → ўмерти, уміти → ўміти тощо. Схожа ситуація сталась наприкінці складу і слова взагалі, де [в] після зредукування став належати до переднішого складу, але не злився з їм цілком, перетворившись на [ў]: правьда → правда → праўда, домовъ → домов → домоў → доміў, кровъ → кров → кроў тощо. На основі цього явища в українській мові склалося закономірне чергування [у] на [ў].

## Перехід [е] в [о]
Виникнення такого фонетичного явища належить іще до давньоруського періоду.

## Лабіалізація [а], [ы] та [і]
У частині південно-західних говорів наявне явище лабіовеляризації [а] перед [ў], унаслідок чого з'являються звукосполуки [оў], [оаў] та [аоў]. Огублення [а] постерігаємо під наголосом, хоча може бути і в ненаголошеній позиції: моў ← мав, парубоў ← парубав, проаўда ← правда, зоаўтра ← завтра, узяов ← узяв, даоў ← дав, сипаоўся ← сипався тощо.
В опрочих словах інколи під впливом наступного [ў] або [в] постерігаємо лабіалізацію [і], себто діється перехід [і] в [ӱ]: дӱвка ← дівка, хлӱб ← хліб, спӱвати ← співати тощо; або навіть повна заміна на [у], як-от у слові цюлувати ← цілувати й похідних.
У деяких карпатських говорах, де зберігся звук [ы], постерігаємо перехід його в [ыо] після губних і задньоязикових: мыо ← ми, выо ← ви, хыожа ← хижа, кобыо ← коби, быоў ← був, мыоло ← мило, выосокий ← високий, быокыо ← бики тощо.